# Helina appendiculata
Helina appendiculata är en tvåvingeart som först beskrevs av Stein 1910.  Helina appendiculata ingår i släktet Helina och familjen husflugor. Inga underarter finns listade i Catalogue of Life.